# Robbins (California)
Robbins es un lugar designado por el censo ubicado en el condado de Sutter en el estado estadounidense de California. En el año 2010 tenía una población de 323 habitantes.

## Geografía
Robbins se encuentra ubicado en las coordenadas 38°52′1.01″N 121°42′25.53″O / 38.8669472, -121.7070917.